# Lauso
Lauso (Lausus; alrededor de los años 400-450) fue un alto funcionario bizantino.

## Biografía
Eunuco, ocupó el cargo de praepositus sacri cubiculi (chambelán) de la corte del emperador Teodosio II, entre los años 420 y 422, y tal vez incluso más tarde, entre 431 y 436.
Compró el palacio de Lauso, que luego resultó destruido en un incendio en el 475, treinta años después de su fallecimiento, y en el que acumuló una importante colección de arte antiguo, principalmente obras de arte retiradas de los templos paganos desmantelados, algunas tan destacadas como el Zeus de Olimpia de Fidias y la Afrodita de Cnido de Praxíteles.
Bajo su encargo, Paladio de Galacia compuso la Historia lausiaca (Ad Lausum Praepositum Historia, quase Sanctorum Peatrum vitas complectitur), que tomó el nombre del cliente. También fue el patrón de Melania la Joven, y financió la construcción de termas para el monasterio de Melania.